# Dittmarite
La dittmarite è un minerale ferroso recentemente scoperto in natura.